# Episodi di The Tomorrow People (ottava stagione)
L'ottava stagione di The Tomorrow People è andata in onda nel Regno Unito sul canale ITV dal 29 gennaio al 19 febbraio 1979.
Si tratta dell'ultima stagione della serie.
In Italia la serie è inedita.
| nº | Titolo originale                    | Titolo italiano | Prima TV USA     | Prima TV Italia |
| -- | ----------------------------------- | --------------- | ---------------- | --------------- |
| 1  | War of the Empires: Close Encounter |                 | 29 gennaio 1979  | Inedito         |
| 2  | War of the Empires: Contact!        |                 | 5 febbraio 1979  | Inedito         |
| 3  | War of the Empires: Standing Alone  |                 | 12 febbraio 1979 | Inedito         |
| 4  | War of the Empires: All in the Mind |                 | 19 febbraio 1979 | Inedito         |